# Пауліна Гальвес
Пауліна Гальвес (нар. 14 вересня 1969, Сантьяго, Чилі) — чилійська та іспанська акторка. 

## Біографія
Пауліна Гальвес народилася 14 вересня 1969 року у Сантьяго. 

## Фільмографія
- Іспанка (2002)
- Піаніст (1998)